# Економічна криза в Україні (з 2013)
Економічна криза в Україні мала перші прояви ще 2013 року, зокрема через торговельну війну з боку Росії та недалекоглядну економічну політику уряду Миколи Азарова. Кризу значно поглибили російська збройна агресія 2014 року та девальвація гривні (від 8 грн/дол на початку 2014 року до 25 грн/дол у червні 2016).
За підсумками 2013 року реальний ВВП зріс на 0,0 %, а 2014 року впав на 6,0 %. Станом на 2014 рік частка інвестицій у структурі ВВП становила лише 18-19 %, що недостатньо для швидкого відновлення економіки. Інфляція (індекс споживчих цін) за підсумком 2014 року становила 24,9 %, а за 2015 рік — аж 43,3 %.
За підрахунками Володимира Ланового, впродовж 2014 року Національний банк України надав комерційним банкам кредитів рефінансування загальним обсягом 222,3 млрд грн. Ще на 181,9 млрд грн український центробанк купив у комерційних банків державних облігацій. Ця сума дорівнювала 111% усіх гривневих вкладів і депозитів української банківської системи. Якщо порівняти з 2013 роком, то обсяги емісії за рахунок рефінансування банків і купівлі держоблігацій зросли за 2014 рік у 3,45 рази.
У грудні 2014 року прем'єр-міністр Арсеній Яценюк твердив, що Україна перебуває в економічній кризі через агресію Росії, корупцію та енергетичну залежність.
У статті 2014 року «Негайні дії для вирішення фінансової кризи в Україні» (співавтори: Дарон Аджемоглу, Каха Бендукідзе, Олег Гаврилишин та ін.) урядові рекомендовано передовсім зменшити частку публічних видатків (себто видатки на державний апарат, пенсіонерів і інфраструктуру; public expenditure становлять 34-38% ВВП у країнах Балтії та аж 53% в Україні), замінити субсидії (бл. 10% ВВП за підрахунками МВФ) адресною грошовою допомогою для найбідніших верст населення, переглянути завищені пенсії для номенклатури (пенсії становлять до 18% ВВП, а самі тільки спеціальні пенсії — до 4% ВВП), а також гарантувати прозорість державних закупівель (10% ВВП), де «відкати» за часів Януковича становили половину всієї суми.